# 尼崎市立浜小学校
尼崎市立浜小学校（あまがさきしりつ はましょうがっこう）は、兵庫県尼崎市浜にある公立小学校。2024年（令和6年）5月1日現在の児童数は472名である。

## 通学区域
- 額田町1～3番、高田町1～20番、神崎町1～20番・24～45番、次屋1丁目1～4番・9～16番・2丁目1番・2番・3丁目1～13番・4丁目、下坂部3丁目1番1～14号・57～80号・2番1～3号・68～80号、西川1丁目・2丁目、浜1丁目・2丁目・3丁目1番14～15号・17～34号・2番17～23号・3番9～20号・4～24番[2]

## 進路状況
ほとんどの児童は尼崎市立小田北中学校と尼崎市立小田中学校へ分かれて進学するが、国私立中学校へ進学する児童もいる。

## 通学区域が隣接している学校
- 尼崎市立杭瀬小学校
- 尼崎市立清和小学校
- 尼崎市立潮小学校
- 尼崎市立下坂部小学校
- 尼崎市立小園小学校
- 尼崎市立園田東小学校
- 大阪府大阪市立加島小学校